# رايموند هيرب
رايموند هيرب (بالإنجليزية: Raymond Herb)‏ هو عالم نووي وفيزيائي أمريكي، ولد في 1908 في ويسكونسن في الولايات المتحدة، وتوفي في 1996.